# Neue Pfarrkirche St. Johann Baptist (Haidhausen)

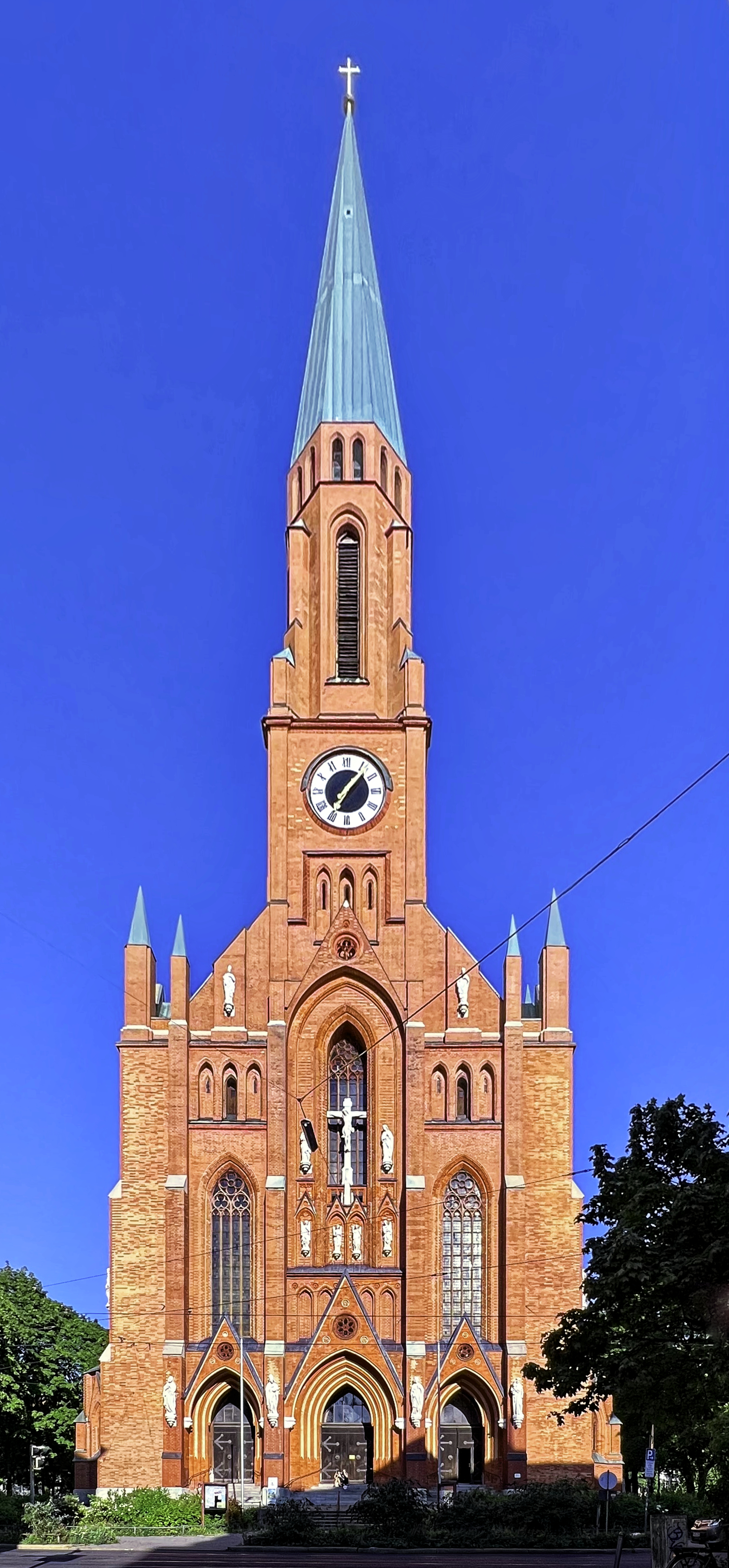
Pfarrkirche St. Johann Baptist, Westansicht

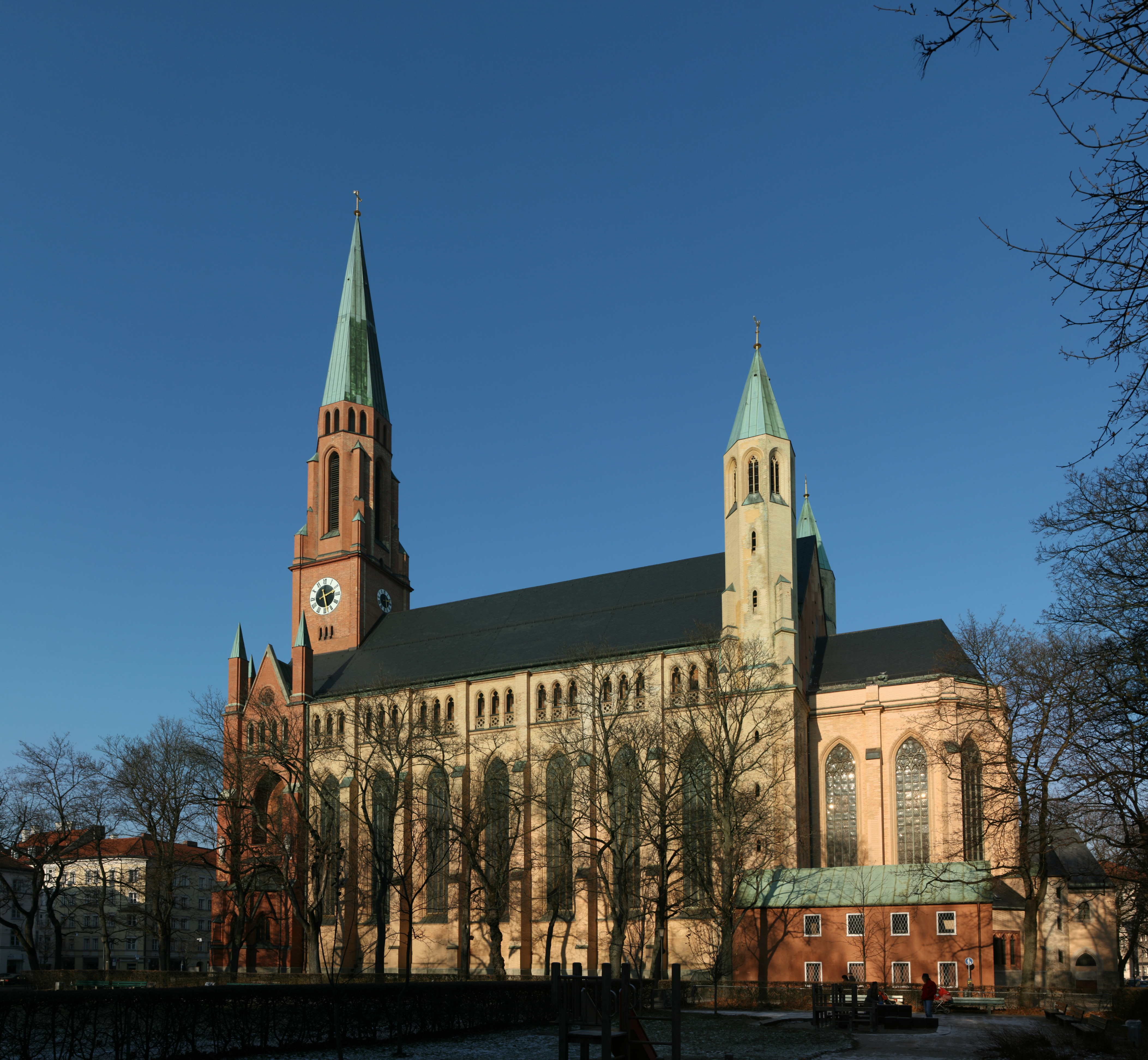
St. Johann Baptist, Südostansicht

Die Kirche St. Johann Baptist ist eine Pfarrkirche im Münchener Stadtteil Haidhausen. Sie wurde zwischen 1852 und 1874 nach Plänen von Matthias Berger am Johannisplatz im Stil der Neugotik errichtet. Ihr Westturm ist etwa 91 m hoch, sie ist damit die sechsthöchste Kirche Münchens und die größte Kirche östlich der Isar.

## Errichtung und Kriegsschäden
Schon im frühen und mittleren 19. Jahrhundert stieg die Bevölkerung in und um München beiderseits der Isar stark an. Die alte Kirche des Dorfes Haidhausen wurde bald zu klein. Deshalb wurde der Bau einer neuen und größeren Kirche jahrelang propagiert, aber erst unter Pfarrer Johann Georg Walser (1848–1871) in Angriff genommen und durch dessen 29 Bettelreisen, auch an den Hof Kaiser Franz Josephs in Wien, ermöglicht. Der Architekt war Matthias Berger (1825 – 97), ein Schüler Friedrich Gärtners. Der Baufortschritt richtete sich nach dem Geldeingang, nicht nur aus Spenden, sondern auch von Zuschüssen der Stadt München, in die Haidhausen 1854 eingemeindet worden war. Im Jahre 1863 war der Rohbau mit dem damals noch 99 m hohen Westturm vollendet, und das Turmkreuz wurde am 12. Oktober enthüllt. 1874 war die Kirche innen und außen im Wesentlichen vollendet, konnte aber nicht geweiht werden, weil die Stadt München wegen ihrer Zuschüsse die Kirche den Altkatholiken vorbehalten wollte, die sich im I. Vatikanischen Konzil abgespalten hatten; sie vermehrten sich aber nicht so sehr, wie vermutet worden war. Am 24. August 1879. dem Tag vor dem Namenstag des regierenden Königs Ludwig II., wurde die Kirche von Erzbischof Antonius von Steichele eingeweiht.

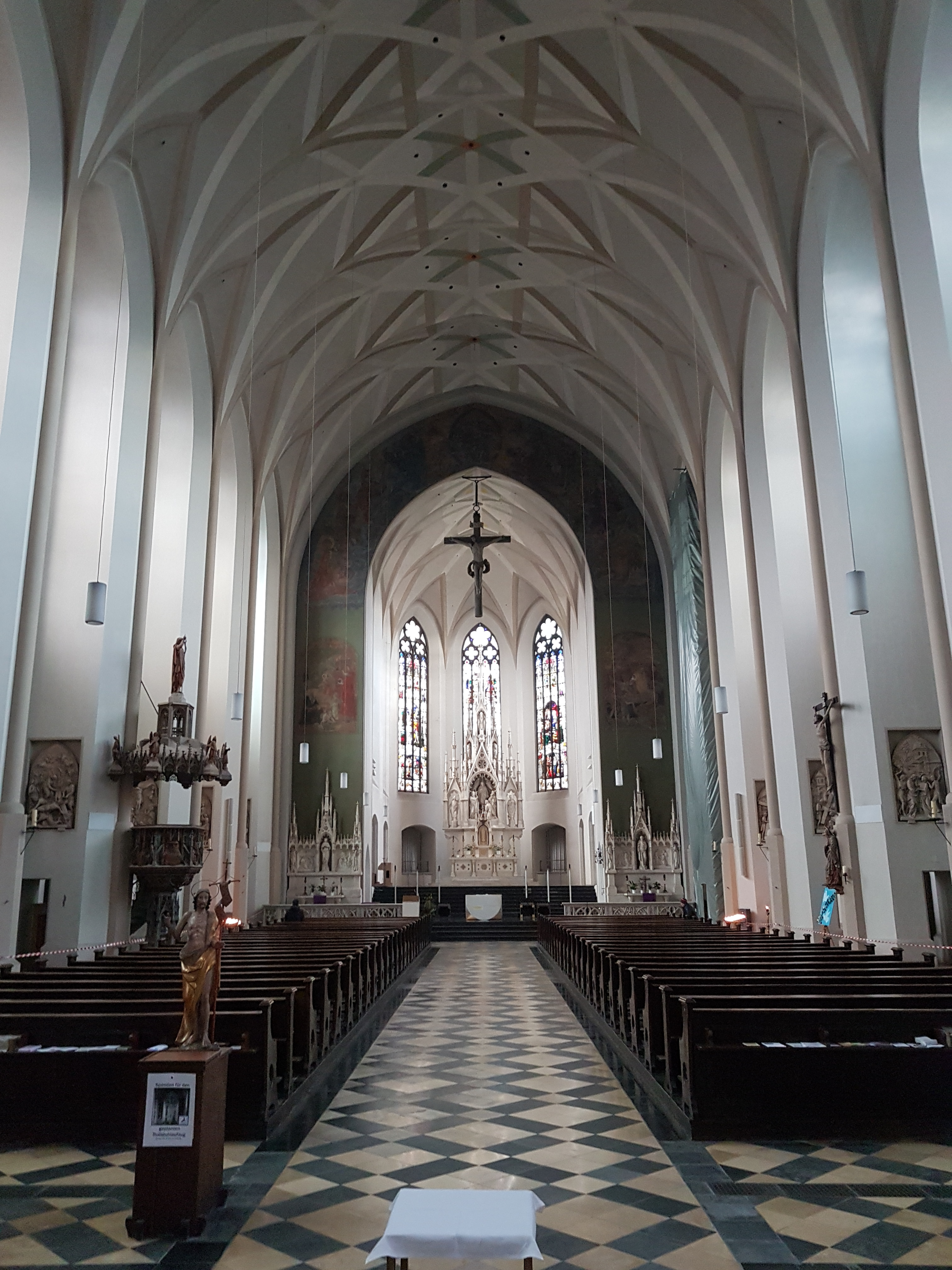
Innenraum

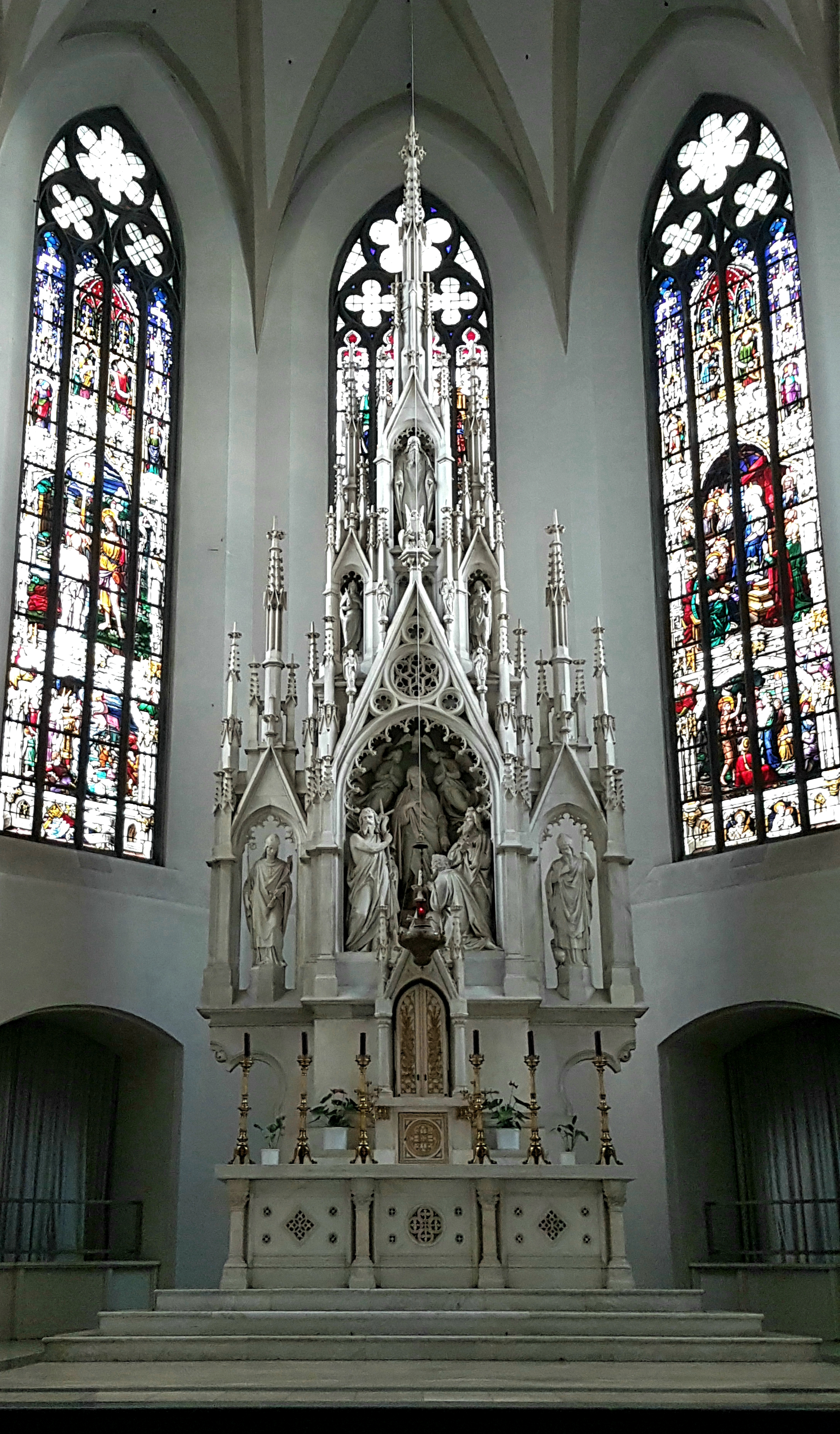
Hauptaltar

Im Zweiten Weltkrieg wurde die Kirche kaum beschädigt; nur die Ersatzfenster für die im Januar 1943 vorsorglich ausgebauten und im Kreis Erding verwahrten 21 Glasgemälde gingen erwartungsgemäß im Oktober desselben Jahres bei einem Bombenangriff zu Bruch. Wohl durch mehrere Sprengbomben in der Umgebung gelockert, fiel aber 1949 eine Gewölberippe herunter und erschlug den Kirchenpfleger Huber. Dass dann vorsichtshalber 1951 sämtliche Rippen abgeschlagen wurden, gab ungewollt den Startschuss für die kommende „Purifizierung“ der Kirche innen (1956) und dann auch außen bis ca. 1969. Der Hauptturm erhielt 1967 einen neuen Spitzhelm in glatter Holzkonstruktion und ist seither nur noch 91 m hoch; auch die Seitentürme erhielten später kleinere Spitzen in ähnlicher Form.
Im Turm hängen sechs Glocken in der Schlagtonfolge b0–c1–d1–f1–g1–b1. Die kleine Bronzeglocke von 1869 (Glockengießerei Bachmair) wurde 1948 durch fünf Gussstahlglocken in der sogenannten „V-12-Rippe“ des Bochumer Vereins ergänzt. Freitags um 15 Uhr läutet die große Glocke zum Gedächtnis an die Todesstunde Christi. Sie läutet auch täglich zum Mittagsangelus um 12 Uhr. Am Samstag um 15 Uhr wird der Sonntag eingeläutet.

## Baukörper
Der Westturm prägt mit heute 91 m das Bild des Viertels. Die Kirche ist etwa 80 m lang, 35 m breit und außen etwa 40 m hoch; die Osttürme haben etwa 60 m. Die Kirche ist total aus Haidhauser Ziegeln erbaut, die ursprünglich nach dem Willen von König Max II. eine Terrakottaverkleidung erhielten; diese ist an den Seiten und am Chor noch erkennbar. An der Westfassade wurde sie im Zug der Renovierungsarbeiten völlig abgetragen, um die ausgebesserten Stellen nicht zu auffällig zu machen: dies wurde bei späteren Arbeiten aufgegeben. Der Innenraum, 27 m hoch, ist eine Halle mit Wandpfeilern, wie sie in der Gotik selten vorkommt.

## Innenraum und Ausstattung
1978 wurden bei der letzten Renovierung die Gewölberippen durch Peter Burkart wieder malerisch angedeutet. Die neugotische Einrichtung ist nur noch im marmornen Hochaltar von Joseph Knabl, den Seitenaltären und der Kommunionbank erhalten.

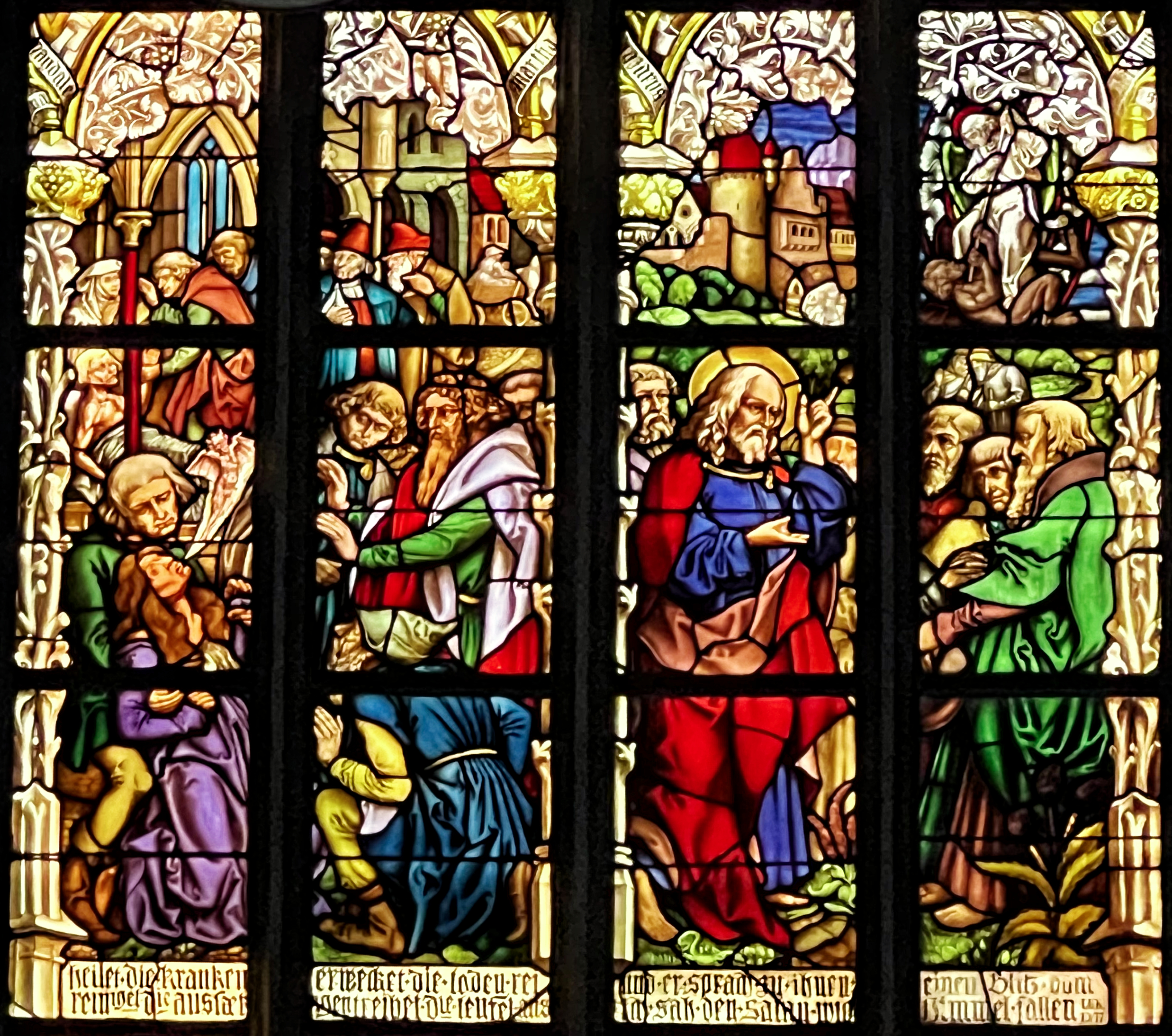
Fenster der Jünger Jesu von Jakob Bradl (Ausschnitt)

Bemerkenswert sind die nach Entwürfen u. a. von Augustin Pacher (1863–1926) und Jakob Bradl (1864–1919) in den Jahren 1903 bis 1918 geschaffenen 19 (ursprünglich 21) Glasfenster, überwiegend nach Motiven der Allerheiligenlitanei, die im Zweiten Weltkrieg seit 1943 ausgebaut waren und den Krieg daher überstanden.
1998 wurden von Carola Heine der kelchförmige Volksaltar, der Ambo und die Altarleuchter geschaffen.

## Max-Reger-Orgel

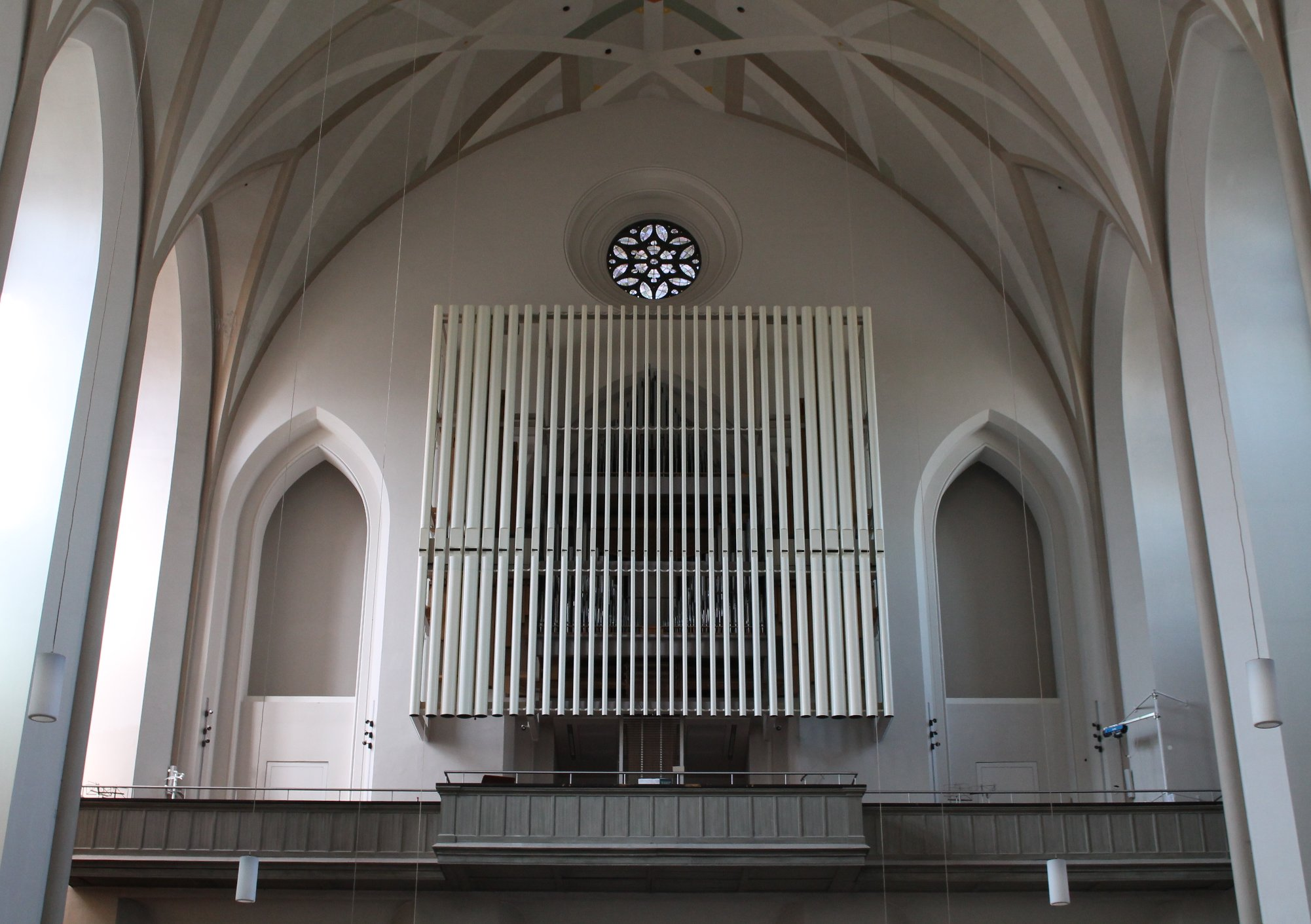
Orgel

Die Orgel von St. Johann Baptist wurde 2005 von der Orgelbaufirma Hartwig Späth (Freiburg) erbaut. Das Instrument hat 46 Register auf drei Manualen und Pedal und hängt an der Rückwand der Westempore. Auffällig ist die moderne Prospektgestaltung, die den direkten Blick in das Werksinnere ermöglicht. Die Seitenwände und der Spieltisch sind aus Glas gefertigt. Die Widmung als Max-Reger-Orgel geht darauf zurück, dass Max Reger in Haidhausen lebte und in der Pfarrkirche am Johannisplatz die Orgel spielte.
| I Hauptwerk C–g3 |                     |       |
| 1.               | Principal           | 16′   |
| 2.               | Principal           | 8′    |
| 3.               | Konzertflöte        | 8′    |
| 4.               | Violoncello         | 8′    |
| 5.               | Rohrflöte           | 8′    |
| 6.               | Oktave              | 4′    |
| 7.               | Hohlflöte           | 4′    |
| 8.               | Quinte              | 2 ⁄3′ |
| 9.               | Cornettrauschpfeife | 2′    |
| 10.              | Octave              | 2′    |
| 11.              | Mixtur major III    | 2′    |
| 12.              | Mixtur minor II     | 2⁄3′  |
| 13.              | Fagott              | 16′   |
| 14.              | Tuba                | 8′    |

| II Positiv C–g3 |              |        |
| 15.             | Principal    | 8′     |
| 16.             | Gedeckt      | 8′     |
| 17.             | Salicional   | 8′     |
| 18.             | Octave       | 4′     |
| 19.             | Traversflöte |        |
| 20.             | Nasat        | 2 ⁄3′  |
| 21.             | Flöte        | 2′     |
| 22.             | Terz         | 1 3⁄5′ |
| 23.             | Larigot      | 1 ⁄3′  |
| 24.             | Scharff IV   | 1′     |
| 25.             | Clarinette   | 8′     |

| III Schwellwerk C–g3 |                 |       |
| 26.                  | Bourdon         | 16′   |
| 27.                  | Geigenprincipal | 8′    |
| 28.                  | Holzflöte       | 8′    |
| 29.                  | Viola di Gamba  | 8′    |
| 30.                  | Vox coelestis   | 8′    |
| 31.                  | Fugara          | 4′    |
| 32.                  | Flauto dolce    | 4′    |
| 33.                  | Flöte           | 2′    |
| 34.                  | Mixtur III-IV   | 2 ⁄3′ |
| 35.                  | Trompete        | 8′    |
| 36.                  | Oboe            | 8′    |

| Pedal C–f1 |               |     |
| 37.        | Untersatz     | 32′ |
| 38.        | Prinzipalbass | 16′ |
| 39.        | Subbass       | 16′ |
| 40.        | Violonbass    | 16′ |
| 41.        | Oktavbass     | 8′  |
| 42.        | Flötbass      | 8′  |
| 43.        | Cello         | 8′  |
| 44.        | Choralbass    | 4′  |
| 45.        | Posaune       | 16′ |
| 46.        | Trompete      | 8′  |

- Koppeln:
  - Normalkoppeln: III/I, II/I, III/II, I/P, II/P, III/P
  - Superoktavkoppel: III/III
  - Suboktavkoppel: III/III
- Spielhilfen: 10.000fache Setzeranlage, Registercrescendo